# Etten-Leur
Etten-Leur ( udtale ?), tidligere kaldt "Etten Ca (Cum annexis)", er en kommune og en by i den sydlige provins Noord-Brabant i Nederlandene.

## Galleri
- Lindetræ på Markt 'De Moeierboom'
- Sint-Lambertuskerk
- Lelie; En mølle ved Leurse Haven
- Het Hooghuys
- Waag
- Gammelt vandtårn
- Rådhuset
- Winkelcentrum Etten-Leur

## Eksterne link
- Wikimedia Commons har flere filer relateret til Etten-Leur
- Website van de gemeente Etten-Leur Arkiveret 11. november 2016 hos  Wayback Machine (nederlandsk/hollandsk)

51°34′16″N 4°38′10″Ø / 51.571°N 4.636°Ø